# Piotr Wyszomirski
Piotr Wyszomirski (Varsó, 1988. január 6. –) lengyel válogatott kézilabdázó, kapus. 
A 2015-ös világbajnokságon bronzérmet szerzett a lengyel válogatott tagjaként, részt vett a 2016-os riói olimpián.

## Pályafutása

### Klubcsapatokban
Tízéves korában kezdett el kézilabdázni, kezdeteken mezőnyjátékosként, majd 2001-ben lett kapus szülővárosának csapatában, az UKS Wilanówban. A középiskola elvégzése után Gdańskba költözött és a helyi ZPRP Gdańsk akadémiájának tagja lett. 
2007 nyarán írta alá első profi szerződését az Azoty-Puławy csapatával. 2007. szeptember 8-án, a bajnokság második fordulójában debütált a lengyel élvonalban tizenkilenc évesen és nyolc hónaposan és nagyban hozzájárult, hogy a Puławy legyőzte a címvédő Zagłębie Lubint. Csapata bejutott a bajnokság rájátszásába, ahol a 6. helyet szerezte meg. A 2007–2008-as idény végén a bajnokság All Star-csapatába választották.
2012 májusában egyéves szerződést írt alá a magyar élvonalbeli Csurgóval. Egy idény előtti felkészülési tornán a legjobb kapusnak választották, a bajnokságban pedig szeptember 7-én mutatkozott be új csapatában a Ceglédi KKSE ellen. Két szezont töltött a klubnál, majd 2014. május 2-án bejelentették, hogy a következő idénytől a Pick Szegedben folytatja pályafutását. A Tisza-partiakkal bajnoki ezüstöt nyert, és kupadöntőt is játszott az ott töltött két év alatt, 2016 nyarán a német Bundesligában szereplő TBV Lemgo igazolta le. 2020 nyaráig védett a Lemgóban, lejáró szerződését azonban nem hosszabbította meg, és sajtóértesülések szerint felmerült a visszatérése Magyarországra. Végül májusban vált hivatalossá, hogy a Tatabánya csapatában folytatja pályafutását.

### A válogatottban
2009. október 28-án a Kalisz Arénában, Csehország ellen mutatkozott be a lengyel válogatottban. Tagja volt a 2010-es Európa-bajnokságon negyedik helyezett csapatnak, ahol a sérült Sławomir Szmal helyettesítése volt a feladta. Egy évvel később a világbajnokságon, majd a 2012-es Európa-bajnokságon is szerepet kapott, azonban ezt követően Bogdan Wenta szövetségi kapitány Marcin Wicharyt favorizálta vele szemben. A 2014-es Európa-bajnokság középdöntőinek során bravúrok sorozatát bemutatva, 53%-os védési hatékonyságot elérve segítette 35–25-ös győzelemhez a svédek ellen csapatát. A Katarban rendezett 2015-ös világbajnokságon bronzérmet nyert a válogatottal. A 2016-os riói olimpián a szlovénok elleni mérkőzésen két gólt is szerzett, a torna során nyolc mérkőzésen szerepelt és 34% -os hatékonysággal védte kapuját, a lengyelek pedig a negyedik helyen végeztek.

## Sikerei, díjai
- A Lengyel Köztársaság Érdemkeresztje, ezüst fokozat: 2015[17]

## További információ
- A Lengyel Kézilabda-szövetség honlapján